# Keetia tenuiflora
Keetia tenuiflora är en måreväxtart som först beskrevs av Friedrich Welwitsch och William Philip Hiern, och fick sitt nu gällande namn av Diane Mary Bridson. Keetia tenuiflora ingår i släktet Keetia och familjen måreväxter. Inga underarter finns listade i Catalogue of Life.